# Secret Obsession
Secret Obsession (Brasil: Obsessão Secreta ) é um filme de mistério e suspense psicológico estadunidense de 2019 dirigido por Peter Sullivan, que co-escreveu o roteiro com Kraig Wenman. É estrelado por Brenda Song, Mike Vogel, Dennis Haysbert e Ashley Scott.
Foi lançado em 18 de julho de 2019 pela Netflix.

## Sinopse
Em uma noite chuvosa, uma mulher (Brenda Song) foge na rua de um perseguidor desconhecido. Ela é atropelada por um carro, deixando-a ferida e inconsciente. Ela acorda no hospital com perda de memória de curto prazo, sem se lembrar de nada sobre o incidente ou sua vida anterior. Um homem ao lado dela (Mike Vogel) se apresenta como Russel Williams, seu marido, e diz que o nome dela é Jennifer. Para ajudá-la a recuperar as memórias, ele mostra fotos de sua vida, dizendo que seus pais morreram em um incêndio há dois anos, que ela havia largado o emprego e que ela raramente fala mais com seus amigos.
Detetive Frank Page (Dennis Haysbert), obcecado com seu trabalho depois de não conseguir encontrar o sequestrador de sua própria filha, investiga o acidente de Jennifer, começando a suspeitar de Russell, que dirige um caminhão semelhante ao visto nas proximidades onde Jennifer foi atingida. Depois que Jennifer recebe alta, Russell a leva para sua casa isolada. Jennifer é assombrada por breves flashes de memórias da noite chuvosa de seu acidente. Ela fica inquieta com o comportamento estranho de Russell e percebe que ele a tranca dentro de casa à noite. Ela também nota que a maioria das fotos de sua casa foram manipuladas. A investigação de Frank o leva à casa dos pais de Jennifer, onde ele encontra seus corpos apodrecendo. Ele descobre com o ex-empregador de Jennifer que "Russell" é na verdade um homem chamado Ryan Gaerity, um trabalhador temperamental demitido há mais de dois meses.
Enquanto Ryan está fora, Jennifer encontra sua própria identificação em sua carteira, que ela usa para desbloquear seu computador. Ela encontra imagens de seu verdadeiro marido Russell (Daniel Booko) e percebe o perigo que ela corre. Antes que ela possa escapar, Ryan a deixa inconsciente e a acorrenta à cama enquanto sai para buscar suprimentos. Quando ele retorna, o cadáver do verdadeiro Russell é revelado estar no porta-malas de seu carro.
Frank chega em sua casa e tenta resgatar Jennifer, mas Ryan o nocauteia, trancando-o em um freezer. Ele reclama com Jennifer que a amava há anos, mas a falta de reciprocidade dela e o casamento com Russell o enfureciam. Jennifer consegue escapar para a floresta com Ryan dando a perseguição. Frank o aborda antes que ele possa atirar nela, e Jennifer pega a arma e mata Ryan.
Três meses depois, Frank dá a Jennifer um bilhete de seu falecido marido que ele encontrou durante a investigação. Enquanto ela dirige, partindo para San José, a voz de Russell narra a nota, dizendo a ela o quanto ele a ama.

## Produção
A filmagem principal do filme ocorreu no local em Pomona e Malibu, Califórnia em 2018.

## Lançamento
O filme foi lançado em 18 de julho de 2019 pela Netflix. Em 17 de outubro de 2019, a Netflix anunciou que o filme foi visto por mais de 40 milhões de espectadores após seu lançamento em sua plataforma.

## Recepção
No Rotten Tomatoes, o filme detém 29% de aprovação em 17 resenhas, com média de 2,84/10.